# 元倉駅
元倉駅（ウォンチャンえき）は、大韓民国全羅南道順天市にある、韓国鉄道公社慶全線の駅である。

## 駅構造
- 島式ホーム1面2線の地上駅。

## 歴史
- 1930年12月25日：開業[1]。
- 2007年6月1日：旅客取扱中止。

## 隣の駅
韓国鉄道公社
慶全線
順天駅 - 元倉駅 - 九龍駅